# La seduzione dell'altrove
La seduzione dell'altrove è una raccolta di racconti di viaggio, di elzeviri e di articoli di Dacia Maraini, pubblicata nel 2010.

## Contenuto
I brani di cui è composto il libro sono suddivisi in cinque sezioni: Sogni e guerre, Il dio lavoro, Nuove seduzioni spirituali, Cara, vecchia Italia e Memoria e memorie, precedute da un testo intitolato come il volume.

### La seduzione dell'altrove
L'autrice s'interroga sulla fascinazione per luoghi e popoli lontani indicata col termine "esotismo". Fa il confronto con la sua esperienza che fu insolita per un'italiana, poiché per lei, che giovanissima era partita coi genitori per il Giappone, era in realtà la patria ad affascinarla come un luogo esotico.

### Sogni e guerre

#### Africa: donne e piccoli soldati
In occasione di un viaggio in Kenya, già visitato anni prima, l'autrice si rende conto di come la situazione sociale sia peggiorata in quel paese; una speranza viene però dalle attiviste che lottano per migliorare la condizione femminile.

#### Lima: donne e libri erotici
A Lima l'autrice incontra diverse scrittrici di lingua spagnola, tra le quali Almudena Grandes (autrice del best seller Le età di Lulù), e riflette sulle contraddizioni di quel paese.

#### Sogno perverso di una grande Serbia
A Capodistria l'autrice si confronta col giornalista sloveno Miran Košuta e con l'ex deputata di etnia italiana Isabella Flego sulle cause del conflitto che imperversa in Croazia e in Bosnia-Erzegovina.

#### Zurigo: città a misura d'uomo
In occasione di un corso tenuto al Politecnico di Zurigo, l'autrice loda il modo in cui la città è amministrata e si sofferma sulla situazione contingente, con gli attriti tra Svizzera e Libia a causa dell'arresto di Hannibal Gheddafi.

#### USA: conquista della stima di sé
L'autrice considera i fermenti culturali provenienti dagli Stati Uniti, soprattutto per quanto riguarda la consapevolezza della condizione femminile.

### Il dio lavoro

#### Giappone del dio lavoro
L'autrice critica il culto esagerato del lavoro che permea la società giapponese e che può portare delle persone fragili alla morte per il troppo stress oppure a compiere delle stragi.

#### Il minaccioso progetto e il mite Tibet
L'autrice depreca le ingerenze della Repubblica Popolare Cinese nel Tibet, anche in materia di religione.

#### Paura ad Addis Abeba
La Maraini racconta di una sua esperienza accadutale nella capitale etiope, in cui i suoi piani furono sconvolti dalla brutale repressione governativa delle proteste studentesche, che la costrinsero a restare confinata in albergo o in luoghi ritenuti "sicuri".

#### La Somalia sta morendo
L'autrice raccoglie la testimonianza di una profuga somala che ha lasciato il suo paese a causa della carestia.

#### I colori di Tirana
L'autrice rimarca i progressi compiuti dall'Albania negli ultimi anni e la vivacità della sua vita culturale, praticamente sconosciuta al grande pubblico italiano, pur con la persistenza di sacche di arretratezza nelle zone rurali.

#### I fantasmi di San Pietroburgo
L'autrice dà una sua interpretazione della metropoli russa sul Baltico attraverso gli scrittori che se ne sono occupati nelle loro opere.

#### La città di Borges
A Buenos Aires per un festival teatrale, l'autrice ha modo di parlare con diversi argentini della sua passata conoscenza dello scrittore Jorge Luis Borges e delle ferite della dittatura militare ancora aperte.

#### USA e Giappone: la stessa ingiustizia
L'autrice fa una ferma condanna della pena capitale e si sofferma sui diversi modi e le diverse implicazioni di come viene occupata nei due paesi del titolo.

### Nuove seduzioni spirituali

#### Corea: assedio del sogno americano
L'autrice si sofferma sullo sviluppo sociale ed economico della Corea del Sud, un paese ormai in gran parte occidentalizzato, e li confronta col regime vigente nel nord del paese.

#### USA: soldi sesso e spiritualità
Durante la campagna elettorale delle elezioni presidenziali del 2000, l'autrice esprime le sue impressioni su un paese che le appare pieno di aspetti contrastanti.

#### Biciclette cinesi verso il capitalismo
L'autrice considera come l'espansione economica cinese stia riducendo il numero delle biciclette circolanti a Pechino a favore delle automobili private, che sempre più cittadini sono ora in grado di acquistare.

#### Belgrado non è più la mia città
L'autrice si confronta con la giornalista e scrittrice Jasmina Tešanović sui problemi della Serbia sotto Slobodan Milošević e la sua propaganda nazionalista, che è arrivata a metterla in difficoltà con sua figlia, che a differenza della madre appoggia il regime.

#### Cuba: il giudizio di re Salomone
In occasione di un viaggio a Cuba, la Maraini ha l'occasione di osservare il modo in cui gli abitanti dell'isola caraibica si pongono di fronte al caso di Elián González, il bambino conteso tra il padre e la famiglia della madre, esule in Florida: si augura che il bambino sia lasciato libero di scegliere dove vivere, ma che preferisca infine la sua terra natale, povera ma orgogliosa.

#### Texas: l'incantesimo di un campus
L'autrice descrive la varia umanità che popola il campus di un'università texana di cui è stata ospite, notandone pregi e difetti.

### Cara, vecchia Italia

#### Strana l'Italia vista dal Vermont
L'autrice tiene un corso in italiano al Middlebury College nello stato americano del Vermont, cosa che la mette a stretto contatto con i professori italiani responsabili del suo invito e con gli studenti, interrogandosi sul rapporto che può instaurare con loro.

#### Jakarta Kuala Lumpur Hanoi: una voglia d'italiano
Viaggiando tra le capitali dell'Asia sudorientale, ospite delle locali scuole d'italiano, l'autrice cerca di capire i motivi che spingono sempre più studenti in Oriente a interessarsi alla lingua e alla letteratura del Bel Paese.

#### Un po' d'Europa in Uruguay
L'autrice ripercorre il fascino, oggi in gran parte scomparso o in decadenza, di Montevideo, una città nella quale la cultura italiana è ancora molto apprezzata.

#### Santiago: un sogno a occhi chiusi
A Santiago del Cile, l'autrice visita la Casa Italiana di cultura, che la lascia piacevolmente impressionata, e tiene una conferenza all'Università Cattolica, dove accomuna le figure della poetessa e prostituta Veronica Franco e della suora Juana de la Cruz.

### Memoria e memorie

#### Le montagne azzurre dello Yemen
L'autrice rievoca i ricordi di un viaggio compiuto negli anni Sessanta con Moravia e Pasolini, che cercava delle location per i suoi film, nel quale ebbe l'impressione che la popolazione locale vivesse in una condizione di miseria estrema.

#### Sul lago Turkana con Alberto Moravia
In Kenya per girare un documentario, l'autrice fa con Moravia la conoscenza degli Elmolo, una tribù che vive sulle sponde del lago Turkana e la cui identità culturale è minacciata perché in pochissimi sono ancora in grado di parlare la sua lingua. L'autrice nota che riti di passaggio all'età adulta sono rispettivamente la circoncisione per i maschi e l'infibulazione per le femmine, e si domanda che fare per scoraggiare quest'ultima pratica, dato che spesso sono le stesse ragazze a richiederla per potersi sposare. Assiste anche a una battuta di caccia all'ippopotamo, che viene mangiato dagli indigeni.

#### Caro Giappone
L'autrice passa in rassegna le caratteristiche del paese in cui ha vissuto l'infanzia che glielo rendono caro: "lo spirito collettivo che domina sul quello personale", lo sforzo di tener vive le tradizioni, lo spirito di sacrificio e il senso di dignità che sa infondere in ognuno dei suoi abitanti.

#### Il "battesimo" ainu di mia sorella Yuki
Partendo da un episodio della sua infanzia avvenuto in Hokkaido, nel quale un vecchio ainu aveva impartito una benedizione a sua sorella minore Yuki Maraini, l'autrice traccia un parallelismo con un altro popolo ridotto ormai ad attrazione turistica: quello dei Pigmei. 

#### Auschwitz: la memoria è un atto morale
L'autrice esprime le sue sensazioni in seguito a una visita al campo di sterminio di Auschwitz, in particolare che la cosa più preziosa che i nazisti abbia tolto alle loro vittime sia stata la dignità.

## Edizioni
- Dacia Maraini, La seduzione dell'altrove, collana La scala, Milano, Rizzoli, 2010, ISBN 978-88-17-04367-0.
- Dacia Maraini, La seduzione dell'altrove, collana BUR. Scrittori contemporanei, Milano, Rizzoli, 2011, ISBN 978-88-17-05243-6.
- Dacia Maraini, La seduzione dell'altrove, collana BUR Contemporanei, Milano, Rizzoli, 2012, ISBN 978-88-17-06125-4.
- Dacia Maraini, La seduzione dell'altrove, collana Le opere di Dacia Maraini, n. 11, edizione speciale per il Corriere della Sera, Milano, RCS Media Group, 2020.